# São Miguel Arcanjo (ort)
São Miguel Arcanjo är en ort i Brasilien.   Den ligger i kommunen São Miguel Arcanjo och delstaten São Paulo, i den södra delen av landet, 900 km söder om huvudstaden Brasília. São Miguel Arcanjo ligger 666 meter över havet och antalet invånare är 31 329.
Terrängen runt São Miguel Arcanjo är platt. Det finns inga andra samhällen i närheten.
Omgivningarna runt São Miguel Arcanjo är en mosaik av jordbruksmark och naturlig växtlighet. Runt São Miguel Arcanjo är det ganska glesbefolkat, med 36 invånare per kvadratkilometer.